# Codificação rígida
Codificação rígida (do inglês, hard-code, hard-coding ou hardcoding), em computação, é a terminologia que refere-se à prática de desenvolvimento de software de embutir dados diretamente no código fonte de um programa ou outro objeto executável, ao invés de obter os dados de fontes externas ou gerá-los em tempo de execução.. Normalmente, dados codificados rigidamente só podem ser modificados editando-se o código-fonte e recompilando o executável, embora ele possa ser alterado na memória ou no disco usando um depurador ou editor hexadecimal. Os dados que são codificados rigidamente geralmente representam pedaços de informações imutáveis, como constantes físicas, números de versão e elementos de texto estático. Por outro lado, dados codificados suavemente, codificam informações arbitrárias, como entrada do usuário, respostas do servidor HTTP ou arquivos de configuração, e são determinados em tempo de execução.

## Visão geral
Hard code requer que o código do programa fonte seja alterado toda vez que os dados de entrada ou formato desejado são alterados, uma vez que poderia ser mais conveniente ao usuário final mudar o detalhe por alguns meios externos do programa.

## Exemplo em programação
Um exemplo de codificação rígida na linguagem python está no trecho de código abaixo:
```
def
 
teste
(
s
):

    
string_constante
 
=
 
"Oi"

    
if
 
s
 
==
 
string_constante
:

        
return
 
True

    
return
 
False

```

Um exemplo de codificação rígida na linguagem Java está no trecho de código abaixo:
```
public
 
int
 
getCompanyCode
()
 
{

    
int
 
companyCode
 
=
 
99
;
 
// <- esse é o código rígido. Não importa quantas vezes for chamado, sempre retornará o mesmo valor

    
return
 
companyCode
;

}

```